# Planta 42 de la Fuerza Aérea de los Estados Unidos

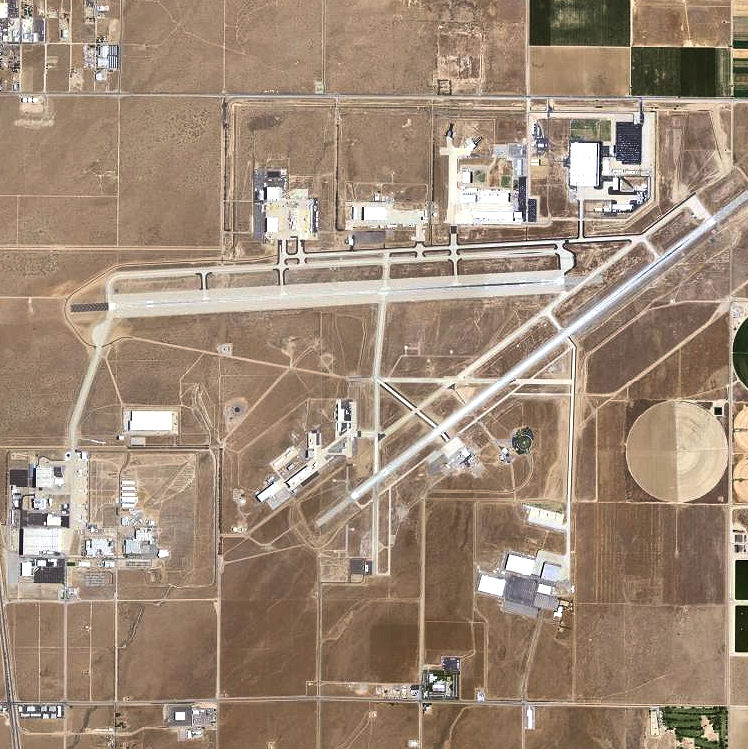
Planta 42 de la Fuerza Aérea de los Estados Unidos

La Planta 42 de la Fuerza Aérea de los Estados Unidos (del inglés: United States Air Force Plant 42 (AFP 42)) es una instalación militar aeroespacial de propiedad federal y está bajo control del Comando Material Aéreo en Palmdale (California). 
Los contratista de defensa aeroespaciales de la Planta 42 comparten un complejo de pistas de aterrizaje y de despegue común, ya sea bajo contrato de alquiler y construcción para la Fuerza Aérea, o ser ellos directamente propietarios de la construcción (que comúnmente se conoce como GOCO, Government Owned Contractor Operated, es decir, Operado bajo Propiedad del Contratista del Gobierno). Estas instalaciones constan de un complejo de pistas de aterrizaje y edificios que se reparte entre los diferentes proveedores de la Defensa Aeroespacial. Existen ocho centros de producción especialmente adaptados para el desarrollo de tecnología avanzada y/o los proyectos negros. Actualmente, los más conocidos contratistas de la Planta 42 son: Boeing, Lockheed Martin (la conocida Skunk Works) y Northrop Grumman.
Situado al sur del Antelope Valley, la Planta 42 está estratégicamente ubicada cerca del área de defensa de las empresas contratistas aropespaciales en Los Ángeles, así como los corredores de prueba de alta velocidad en la Base Aérea de Edwards utilizados bajo la dirección del Centro de Pruebas de Vuelo de la Fuerza Aérea.

## Descripción general
La Planta 42 controla más de 23 km² de las tierras al norte del Desierto de Mojave. Cuenta con dos pistas de aterrizaje: la 4/22 y la 7/25. La pista 7/25 fue construida para resistir un terremoto 8.3 en la escala Richter, y debido a su estatus como una de las pistas de aterrizaje más fuertes del mundo, es por ello que tiene una gran ventaja para el Antelope Valley y la infraestructura y la economía de California. La Planta 42 cuenta actualmente con un nivel de empleo de unos 6.400 y tiene una nómina anual de más de 320 millones de dólares. Por lo general, se considera como el tercer mayor patrón en el Antelope Valley, detrás de la Base de Edwards y el Condado de Los Ángeles

## Historia
La propiedad que actualmente se llama "Planta 42", se construyó en 1940 como pista de aterrizaje de emergencia, antes de la entrada en guerra de Estados Unidos a la Segunda Guerra Mundial. También proporcionó entrenamiento a los B-52 para los aviadores militares durante la guerra.
34°37′48″N 118°05′04″O / 34.63000, -118.08444

## RQ-170
El 4 de diciembre de 2012 , el mismo día que Estados Unidos reportaba la pérdida de un avión no tripulado (espía) en Irán, algunos aficionados a los aviones y a Google Earth hicieron un descubrimiento interesante. Mientras monitoreaban la imagen satelital de hangares cercanos a una planta de la Fuerza Aérea norteamericana en Palmdale, California, vieron una extraña y gigantesca estructura estacionada cerca de otros aviones que fue identificado como un RQ-170 . Se puede observar en 34°37′21.94″N 118°6′25.49″O / 34.6227611, -118.1070806.

## Otros aviones
En esta planta se puede observar en uno de sus accesos un Bell X-5 muy bien conservado 34°37′15.65″N 118°4′35.74″O / 34.6210139, -118.0765944. En una de sus pistas se observa claramente un Northrop Grumman RQ-4 Global Hawk 34°38′13.66″N 118°5′0.43″O / 34.6371278, -118.0834528.